# Зосберг
Зосберг (нім. Sosberg) — громада в Німеччині, розташована в землі Рейнланд-Пфальц. Входить до складу району Кохем-Целль. Складова частина об'єднання громад Цель.
Площа — 3,91 км2. Населення становить 172 ос. (станом на 31 грудня 2020).